# Карслыоглу, Хюсеин Авни
Хюсеин Авни Карслыоглу (тур. Hüseyin Avni Karslıoğlu; 1956, Йозгат, Турция) — турецкий дипломат и политик, Чрезвычайный и полномочный посол Турции в Азербайджане (16.01.2007-20.02.2008) и Германии. (15.01.2012 — 31.10.2016), представитель Турции при ООН.

## Биография и образование
Хюсеин Авни Карслыоглу родился 15 ноября 1956 г. в Йозгате, Турция. Начальное обрахование получил в Анкаре, школе «Джумхуриет». В 1980 году окончил факультет политических наук, отделения международных отношений Анкарского университета.
Свободно владеет английским и немецким языком, женат и имеет двоих детей.

## Карьера
После окончания учёбы в 1982 году начал работать в Министерстве иностранных дел Турции, сначала кандидатом на государственную службу, а затем секретарём Департамента информации и исследований.
В 1984—1986 гг работал секретарем посольства в Тегеране.
1986—1990 — вице-консул Генерального консульства в Сиднее
1992—1996 гг — представитель при ООН в Нью-Йорке
1998—2001 гг — советник посольства в Осло
С 2001 по 2004 г занимал должность генерального консула Турции в Батуми.
После Батуми в 2004 г работал начальником отдела, а затем заместителем генерального директора Главного управления по Кавказу и Центральной Азии Министерства иностранных дел.
С 2007—2008 г Хюсеин Авни Карслыоглу занимал должность посла Турции в Баку. В период своей деятельности в Азербайджане в качестве посла он внес значительный вклад в дальнейшее расширение и укрепления сотрудничества между Азербайджаном и Турцией в политической, экономической, культурной и других сферах.
С 18 апреля 2008 г по 16 ноября 2011 г, во время президентства Абдуллах Гюля занимал должность личного секретаря президента.
В 2012 г назначен послом Турции в Берлине и занимал эту должность до 2016 г.
14 июня 2017 года был назначен советником Мид Турции. В 2019 г вышел в отставку.